# Cristian Omar Lupidio
Cristian Omar Lupidio Hernández (Balcarce (Buenos Aires), 7 de setembre de 1976) és un futbolista argentí, que ocupa la posició de defensa.

## Trajectòria
Comença en el seu país militant al Quilmes, on roman durant la segona meitat de la dècada dels 90. El 1998 marxa a Europa per jugar amb la UD Salamanca, de la primera divisió espanyola. Disputa 10 partits i els castellans baixen a Segona Divisió, divisió en la qual l'argentí disputa una campanya.
Després d'una segona etapa al Quilmes i de militar a la Portuguesa, del Brasil, hi retorna el 2002 al Salamanca. Aquesta vegada és titular, condició que manté durant les següents tres temporades. La campanya 04/05 finalitza amb el quadre castellà baixant a Segona B. Eixe estiu, el defensa fitxa pel Nàstic de Tarragona, on tot just compta amb minuts, igual que a l'Hèrcules CF, on recala durant la segona meitat d'eixa temporada.
A partir del 2006, la seua carrera prossegueix per equips de categories espanyoles més modestes: Benidorm CD (06/07), UD Mérida (07/08) o CD Guijuelo (08/09).